# 11907 Näränen
11907 Näränen è un asteroide della fascia principale. Scoperto nel 1992, presenta un'orbita caratterizzata da un semiasse maggiore pari a 2,8396049 UA e da un'eccentricità di 0,0552215, inclinata di 2,98350° rispetto all'eclittica.